# 贝包尔陶堡
贝包尔陶堡（匈牙利語：Bérbaltavár）是匈牙利沃什州所辖的一个村，总面积25.67平方公里，总人口494，人口密度19.2人/平方公里（2010年1月1日）。